# Kumla (comune)
Kumla è un comune svedese di 21 640 abitanti al 31 dicembre 2018, situato nella contea di Örebro. Il suo capoluogo è la città omonima.

## Località
Nel territorio comunale sono comprese le seguenti aree urbane (tätort):
- Åbytorp
- Ekeby
- Hällabrottet
- Hallsberg (parte)
- Kumla
- Sannahed

## Amministrazione

### Gemellaggi
- Sipoo
- Aurskog-Høland
- Frederikssund